# Vulcano (A 5335)
Pour les articles homonymes, voir Vulcano (homonymie).
Le Vulcano (A 5335) est un navire de soutien logistique (LSS) construit pour la Marina militare par le chantier naval Fincantieri de Riva Trigoso et livré le 12 
mars 2021. Ce navire ravitailleur fait partie des programmes de l’Organisation conjointe de coopération en matière d'armement (OCCAr).

## Conception et construction
Le Vulcano est construit par Fincantieri avec le numéro de coque 6259. La section arrière est en construction au chantier naval de Riva Trigoso et la section avant au chantier naval de Castellammare di Stabia (Naples). Dans la nuit du 22 au 23 juillet 2018, un incendie s'est déclaré sur la superstructure arrière du navire.
Vulcano est conçu comme un navire de soutien capable d’approvisionner une grande escadre en mer. 
En tant que tel, il a la capacité de :
- ravitailler les navires
- produire de l'eau douce
- transporter des marchandises
- Hôpital Standard OTAN Rôle 2 LM[5]
- effectuer des réparations en mer avec des ateliers de maintenance intégrés

Sa capacité de chargement peut atteindre 15 500 t, dont "au moins" : 
- 7 655 tonnes (9 000 m3) de carburant diesel F76 standard OTAN[6].
- 3 160 tonnes (3 900 m3) de carburant aviation F44 / JP-5 standard OTAN
- 830 tonnes d'eau douce.
- 220 tonnes de munitions.
- 40 tonnes de nourriture (30 000 rations de nourriture).
- 3 m3 d'essence en barils.
- 15 tonnes de lubrifiant en fûts.
- 20 tonnes de produits solides.
- jusqu'à 8 × conteneurs standards ISO1C, de 28 tonnes chacun.

## Voir également
- Marina militare
- Liste des navires de la Marina militare